# El señor de La Salle
El señor de La Salle es una película española, dirigida por Luis César Amadori en 1964.

## Argumento
Biografía de San Juan Bautista de la Salle, donde se aprecian el esfuerzo y las penurias que este canónigo de la nobleza tuvo que superar para poder ofrecer una educación universal y gratuita a los niños, su principal devoción, en tiempos de Luis XIV.

## Nota
Algunos personajes su versión original es el inglés
Algunos personajes su versión original es el español